# Bridge Linux
Bridge Linux is een Linuxdistributie gebaseerd op Arch Linux. Er zijn vier versies beschikbaar, respectievelijk met de desktopomgevingen GNOME, KDE, Xfce en LXDE. De distributie is geoptimaliseerd voor computers met een instructieset i686 (laatste generatie van 32 bit) en x64 (64 bit-computers). Het besturingssysteem wordt ontwikkeld door Miller Techologies.

## Software
Volgende software wordt meegeleverd:
- Clipman, een programma dat het klembord beheert
- Chromium, een opensource-webbrowser die de basis vormt voor Google Chrome
- GIMP, een populair fotobewerkingsprogramma voor Windows, Mac en Linux
- GRUB 2.0, een bootloader voor Linux en door middel van chainloading (GRUB laadt Windows-lader) ook voor Windows
- Leafpad, een eenvoudige tekstverwerker (lijkt op Kladblok)
- OpenJDK, een vrije Java-implementatie
- Shotwell, een fotobeheerapplicatie
- Terminal, een terminalemulator oorspronkelijk ontwikkeld voor Xfce
- Thunderbird, een e-mailprogramma ontwikkeld door Mozilla

Volgende programma's zijn eenvoudig installeerbaar:
- Adobe Flash Player (11.2)
- CUPS (printondersteuning)

## Versiegeschiedenis

### 2012.8
Nieuw en veranderd in versie 2012.8, uitgebracht op 4 augustus 2012:
- Probleem met het bestand /etc/hosts opgelost
- Probleem opgelost met X.org onder Xfce zodat X niet spontaan herstart
- Enkele problemen met mkinitcpio opgelost
- Een fout met de installer opgelost
- Toevoeging van Frans en Turks aan het installatieprogramma
- Een menuitem toegevoegd om het post-installatiescript uit te voeren na de eerste start
- Instructies toegevoegd voor propriëtaire GPU-drivers
- Mogelijk gemaakt dat normale gebruikers (zonder rootrechten) een schijf kunnen aankoppelen (mounten) zonder een wachtwoord in te geven in de bestandsbeheerder
- VLC verwijderd, waardoor de Xfce-iso kleiner is
- Terminator is standaard voor sommige desktopomgevingen

### 2012.5
Nieuw en veranderd in versie 2012.5, uitgebracht op 27 mei 2012:
- UEFI/EFI-ondersteuning toegevoegd
- Vergrendelingsprobleem opgelost met GNOME-schermbeveiliging
- gcc-libs probleem opgelost
- "db not found"-probleem opgelost bij de pakketbeheerder Pacman
- sudoers.d werd vervangen door sudoers
- Probleem opgelost met sudoers
- Integratie van VirtualBox Guest Additions
- In de Xfce-editie: LightDM vervangen door LXDM
- Bijgewerkte mirrorlijsten
- Toevoeging: info over de mobielbreedbandprovider
- Xfce bijgewerkt tot 4.10

### 2013.06
In Bridge Linux 2013.06 werden de volgende wijzigingen geïntroduceerd:
- Packer vervangen door Pacaur
- LXMed verwijderd door Java-afhankelijkheid
- Overgeschakeld naar officiële lettertype-pakketten (niet langer AUR-versie hercompileren)

### 2014.02
Versie 2014.02 verscheen op 17 februari 2014. Deze bevatte voornamelijk oplossingen voor bugs.